# ケプラー1704b
ケプラー1704bは、地球からはくちょう座の方向に約2,800光年離れたところにある恒星 ケプラー1704 の周囲を公転している太陽系外惑星である。木星の4.51倍の質量を持つスーパージュピターと呼ばれる分類に属する。非常に極端な楕円軌道を描いていることが知られている。

## 発見
2009年にアメリカ航空宇宙局 (NASA) が打ち上げたケプラー宇宙望遠鏡による観測で、2013年に他の多くの惑星候補と共にその存在が公表された。当時はケプラーが発見した惑星候補のカタログであるKepler object of interest (KOI) における名称に則り、KOI-375.01 という名称が与えられた。その後およそ8年間に渡って惑星候補という位置付けだったが、2021年にカリフォルニア大学の天文学者である Paul Dalba をはじめとする研究グループがW・M・ケック天文台で行った約9.6年分の視線速度の観測結果の分析により、KOI-375.01 の存在が認められ、ケプラー1704bという確定名称が新たに付与された。

## 特徴
| 木星 | ケプラー1704b |
| ---- | ------------- |
| 木星 | Exoplanet     |

ケプラー1704bの質量は4.15木星質量と木星よりもはるかに重くなっていることから、木星の数倍程度の質量を持つスーパージュピターと呼ばれる分類に属する。一方で、半径は木星よりわずかに大きい程度であり、計算される密度は火星（3.93 g/cm3）よりも大きい4.06 g/cm3となっている。軌道長半径が2.026 au（約3億300万 km）の軌道を約2.7年程度で公転しているが、その軌道は離心率が0.921にも及ぶとても極端な楕円軌道であり、近点では約0.160 au（約2400万 km）まで主星に近づき、遠点では約3.892 au（約5億8000万 km）まで遠ざかる。そのため、近点と遠点とでは最大で700 K以上の温度差が生じていると考えられている。
形成段階において、原始惑星系円盤内のガスを降着させているときに何かしらの原因でケプラー1704bが重力散乱されたことで現在の極端な楕円軌道に至り、主星のすぐ傍を公転するホット・ジュピターにならなかった可能性が高いと天文学者らは述べており、このことから、ケプラー1704bは「Failed hot jupiter（失敗したホット・ジュピター）」とも呼ばれている。ケプラー1704bのように極端な楕円軌道を描く太陽系外惑星はしばしばエキセントリック・プラネットと呼ばれ、ケプラー1704bと同程度の軌道離心率を持った極端な楕円軌道を描く太陽系外惑星としてHD 80606 bなどが知られているが、これらの惑星と同様に、ケプラー1704bは惑星移動のシナリオを検証するのに良い研究材料になると、2021年に論文を公表したDalbaらは述べている。

## 主星
ケプラー1704bが公転している主星ケプラー1704の有効温度が太陽とほぼ変わらない5,745 K（5,472 ℃）で、スペクトル分類ではG2型に分類される。一方で、質量は1.131太陽質量、半径は1.697太陽半径、光度は2.83太陽光度といずれも太陽より大きく、質量や半径から考慮するとケプラー1704は主系列星の段階を終えて次の過程へ進化していると考えられている。